# Diedrich Gerhard Roggemann

Diedrich Gerhard Roggemann

Diedrich Gerhard Roggemann (* 28. Januar 1840 in Bad Zwischenahn; † 7. Februar 1900 in Oldenburg) war von 1890 bis 1900 Oberbürgermeister von Oldenburg.

## Leben
Roggemann war der Sohn des Zwischenahner Hauptschullehrers Hermann Georg Roggemann (30. Juli 1809 – 14. Februar 1876) und dessen Ehefrau Helene Margarethe Henriette geb. Deharde (17. September 1803 – 17. Juni 1886). Er besuchte das Gymnasium in Jever und studierte ab 1859 Rechtswissenschaften in Göttingen, wo er im selben Jahr Mitglied der Burschenschaft Hannovera war. Bis 1862 studierte er weiterhin an den Universitäten Leipzig und Berlin. Er schloss das Studium mit einer Promotion ab und wurde nach den beiden juristischen Staatsexamen 1869 in Oldenburg als Rechtsanwalt zugelassen. Im Mai 1879 trat er als Obergerichtsrat in den Justizdienst des Großherzogtums Oldenburg ein, wurde im folgenden Jahr Staatsanwalt beim Landgericht Oldenburg und 1883 Landgerichtsrat.

## Politisches Wirken
Roggemann beteiligte sich schon früh am politischen Leben. 1874 wurde er Mitglied des Oldenburger Stadtrats und drei Jahre später dessen Vorsitzender. Von 1878 bis 1881 gehörte er als Mitglied der Nationalliberalen Partei dem Reichstag für den Reichstagswahlkreis Großherzogtum Oldenburg 2 an und zählte zum linken Flügel seiner Partei. Nach der Spaltung der Nationalliberalen trat er im April 1881 aus der Fraktion aus und schloss sich den Sezessionisten der Liberalen Vereinigung an. Von 1881 bis 1900 gehörte er dem Oldenburgischen Landesparlament an und fungierte von 1881 bis 1896 als Präsident des Landtags. Als er sich 1896 nicht dem Misstrauensvotum der Mehrheit gegen die Regierung des Staatsministers Gerhard Friedrich Günther Jansen anschloss, wurde er allerdings durch Karl Groß (1833–1905) abgelöst. Am 23. April 1890 wurde Roggemann zum Oberbürgermeister der Stadt Oldenburg gewählt und behielt dieses Amt bis zu seinem Tode. In seiner zehnjährigen Amtszeit blieb sein Einfluss begrenzt, immerhin trug er aber zur Verbesserung der städtischen Infrastruktur in einigen wesentlichen Teilbereichen bei. Ein städtischer Schlachthof wurde gebaut, der Hafen erweitert und eine Wasserleitung sowie die Kanalisation angelegt. Ihm zu Ehren wurde am 30. Januar 1901 die Roggemannstraße im Oldenburger Dobbenviertel nach ihm benannt.

## Familie
Roggemann war mit Maria Agnes Bernadine geb. Pancratz (11. Juli 1842 – 24. März 1923) verheiratet, der Tochter des Oberregierungsrats und Landtagsabgeordneten Lambert Pancratz (4. März 1800 – 1. März 1871).